# هارالد ذو الشارب الأحمر
هارالد غرانرود (الإسكندنافية Haraldr hinn granrauði) كان ملكًا نرويجيًا صغيرًا شبه أسطوري لأغدر عاش في القرن التاسع.
كان متزوجًا من غونهيلد راجنفالدسدوتير، ابنة راغنفالد سيغوردسون ‏، من هوسبي في شبه جزيرة ليستا [الإنجليزية]. كان والد آسا هارالددسدوتير ‏ والجد الأكبر هارالد ذو الشعر الفاتح (Haraldr Hárfagri)، أول ملك للنرويج.
عندما اقترح غودرود الصياد ‏، من بوري ‏ في فستفولد، الزواج من آسا بعد وفاة زوجته الأولى، رفض هارالد غرانرود العرض. أثار هذا غضب غودرود وأبحر بسفنه إلى مزرعة الملك في ترومويا ‏. وصل إلى مزرعة هارالد ليلاً وقام بهجوم مفاجئ. عندما رأى هارالد جيشًا قادمًا، انتقم بكل رجاله. لقد كانت معركة صعبة وخسر هارالد. قُتل هو وابنه غيرد هارالدسون. نهب الملك غودرود كنز هارالد وأخذ آسا وتزوجها.